# Oxidační činidlo

Symbol oxidačního činidla

Oxidační činidlo je látka, která přijímá elektrony od jiné látky, oxiduje ji a sama sebe redukuje. Mezi nejsilnější oxidační činidla patří prvky z pravé horní části periodické tabulky (například: fluor, kyslík, chlor) a některé sloučeniny (anorg. kyseliny, manganistany, peroxidy) a některé druhy molekul prvků (ozon). Silná oxidační činidla vyvolávají vysoce termické reakce a bývají často využívána ve výbušninách a raketové technice.
Reakce silných oxidačních činidel se špatně zastavují a vytvářejí vice násobně oxidované produkty.
V organické chemii vytvářejí oxidační činidla jako jsou KMnO4, OsO4, O3 cis (Z) prostorové konformace. Tyto reakce bývají označovány jako Cis adice.

## Nejčastější oxidační činidla
- Kyslík (O2)
- Halogeny (F2, Cl2, Br2, I2)
- Ozon (O3)
- Peroxidy (H2O2 a další)
- Oxidy (OsO4, CO2)
- Manganistany (MnO -
4 )
- Dusičnany (NO -
3 )
- Chromany (CrO 2-
4 )
- Kyseliny (HNO3, HNO2, H2SO4)